# Pazar-ana Corona
La Pazar-ana Corona è una struttura geologica della superficie di Venere.